# 藍大振幅脈動變星
藍大振幅脈動變星（Blue large-amplitude pulsator，BLAP）疑似一種類型的脈動變星。它們非常罕見，光學重力透鏡實驗在調查10億顆恆星之後，只有14顆屬於這一類型。

## 發現
藍大振幅脈動變星是來自華沙大學的一組天文學家發現的，並於2017年6月發表在《Nature Astronomy》這本期刊上。當2013年在搜尋週期短於1小時的變星期間，檢測到一顆週期為28.26分的變星，儘管它的週期較短，且振幅異常的大，但仍暫時分類為盾牌座δ型變星 
在光學重力透鏡實驗期間，檢測了10億顆銀河系的恆星，發現13顆具有類似特性的變星：週期在23-29分鐘，近紅外的振幅在10.19-0.36星等；顏色極藍，暗示表面溫度大約在30,000K左右，並且比主序星小。

## 特徵
此一類型恆星的特點是在半小時左右（20-40分鐘），平均的亮度變化可以達到數十% 。對觀測結果的詳細分析，證實藍大振幅脈動變星的溫度約為30,000K，變異的原因是脈動。結構模型類似於巨星的模型 -96%的質量集中在只有整顆恆星半徑20%的核心中。其餘的質量在一個稍微皺褶，以快速脈動的包層，因此有大振幅的光度變化。
目前，這樣的理論指解釋了藍大振幅脈動變星是如何建造，它們的亮度是如何變化，而關於恆星的形成只有假設。其中一種假設是這些恆星在演化的某個階段，肯定已經失去了大部分的質量，以及像現在這樣的熱。科學家認為，這樣的配置不能由一顆孤獨的恆星演化而來。例如，一種可能就是一顆恆星在星系中心的超大質量黑洞附近掠過。然後，黑洞剝奪了這顆恆星的外層，但正如科學家所暗示的，這種情況不太可能發生。另一種較可能的假設是這種天體可以在兩顆低質量恆星合併後形成。